# 스몰렌스크 전투 (1941년)
스몰렌스크 전투(러시아어: Смоленское сражение)는 제2차 세계 대전중 바르바로사 작전에서 아돌프 히틀러의 독일 국방군의 진격을 매우 느리게 만든 전투이다. 이 전투는 1941년 7월 10일부터 9월 10일까지 스몰렌스크 주변 지역에서 진행되어 모스크바를 400km 앞둔 지점에서 2달 동안 지체되었다. 독일군은 6월 22일부터 소비에트 연방 영토 500km를 초기 약간의 저항 이후 18일 동안 진군했었다.
독일 국방군은 독일 2 기갑사단과 독일 3 기갑사단이 공격에 나섰으며 소련군은 서부 전선군, 소련 예비 전선군, 중앙 전선군, 브랸스크 전선군이 방어 하였다.
궁극적으로, 소련군은 16 군, 19 군, 20 군이 스몰렌스크 남부에서 포위섬멸 당했으나 19군과 20군 대부분은 포위를 탈출한다.
히틀러는 일시적으로 큰 성공을 거두지만, 전투 후 독일 국방군의 인적, 물적 손실은 막대했으며 모스크바 공세가 2개월 지연되어 결정적으로 모스크바 공방전에 1941년 12월 독일 국방군이 패배하는 원인이 된다.

## 배경과 계획
1941년 6월 22일, 추축국은 소비에트 연방에 대해 바르바로사 작전을 시작했다. 작전 시작 단계에서 갑작스러운 공격에 재대로 대항하지 못한 소련군 때문에 독일군은 많은 이점을 얻었다. 전쟁 시작 3주 후에는 독일군이 다우가바강과 드네프르강까지 전진했다. 모스크바를 목표로 한 주요 전선군인 중앙 집단군은 페도르 폰 보크 장군이 지휘하고 있었다. 스몰렌스크는 목표 지점인 수도로 가는 중의 도시 중 하나였다. 독일군의 계획은 2 기갑 군단(나중에 2 기갑군)이 드네프르를 건너 스몰렌스크 남쪽으로 전진하는 동안 3 기갑 군단(나중에 3 기갑군)이 북쪽으로 도시를 포위하는 계획이었다.
초기의 패배 이후, 소련군은 더 많은 보완을 위해 자체적으로 재정비하는 등 몇 가지 조치를 실행하기 위해 노력했다. 소련군의 새로운 방어선은 스몰렌스크 주변이었다. 스탈린은 세묜 티모셴코에게 이 군들의 지휘를 맡겼고, 또란 티모셴코에게 예비 군대 5개 군을 지휘 가능하게 했다. 이 군들은 독일의 공세를 무디게 하는 일련의 반격 공세 작전을 실시했다. 독일 최고 사령부는 소련군이 전장에서 발견될 때까지 이 같은 사실을 모르고 있었다.
사실 독일군은 다우가바강-드네프르강의 스탈린 선(Stalin Line) 요새를 따라 뻗어 있었다. 소련 방어군은 서부 전선군의 13 군, 소련 최고 사령부(스탑스카) 예비군인 20 군, 21 군, 22 군이 있었다. 또 다른 병력인 19 군은 비쳅스크에 있었으며 16 군이 스몰렌스크에 도착할 때까지 지연시키는 역할을 했다.
소비에트 연방의 역사 편찬학에서 스몰렌스크 전투(실제로는 스몰렌스크 "전역"이라 부름)은 독일의 공세와 양면 공격 작전(Pincer movement)의 막는 등의 세부 작전으로 나누어 보고 있다.
- 스몰렌스크 전투 (1941년 7월 10일 - 9월 10일)

스몰렌스크 방어 작전 (1941년 7월 10일 - 8월 10일)
스몰렌스크 공세 작전 (1941년 7월 21일 - 8월 7일)
로게체프-젤로빈 공세 작전 (Rogechev-Zhlobin Offensive Operation) (1941년 7월 13일 - 24일)
호멜-트룹쳅스크 방어 작전 (Gomel-Trubchevsk Defensive Operation) (1941년 7월 24일 - 8월 30일)
두홉시나 공세 작전 (Dukhovshina Offensive Operation) (1941년 8월 17일 - 9월 8일)
옐냐 공세 작전 (1941년 8월 30일 - 9월 8일)
로슬라블-노보집코프 공세 작전 (Roslavl-Novozybkov Offensive Operation) (1941년 8월 30일 - 9월 12일)

## 작전
독일군의 공격 이전에, 소련군이 반격을 시작했다. 7월 6일, 소련 20 군과 5 기계화 군단은 약 1,500대의 전차로 레피엘(Lepiel)을 공격했다. 이 공세의 결과는 독일 7 기갑사단의 대전차 방어로 인한 소련군의 전멸이라는 재앙으로 끝났다.

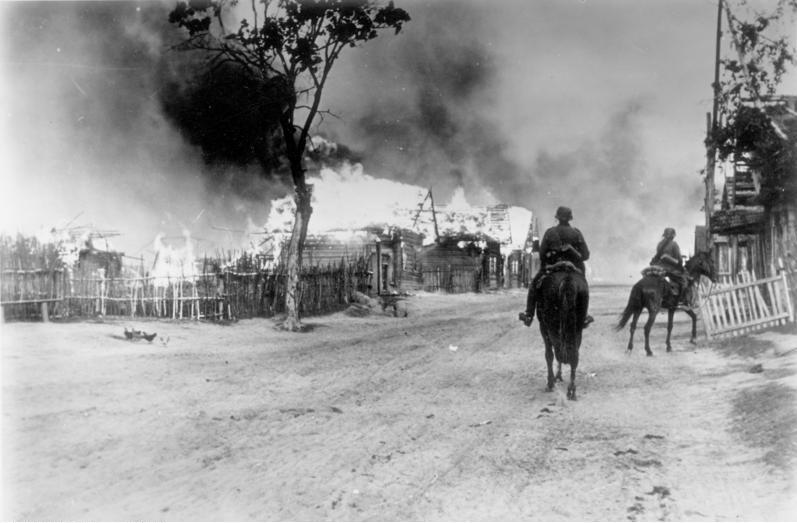
드네프르의 마힐료우 근처 독일군.

7월 10일, 독일군은 구데리안의 2 기갑 그룹이 드네프르로의 갑작스러운 공격을 함으로써 공세를 시작했다. 그의 군은 약한 13 군을 넘어서 전진했다. 7월 13일에 구데리안은 마힐료우를 통과했고 거기서 몇몇 소련군 사단을 항복시켰다. 그의 선봉군인 독일 29 보병사단은 이미 스몰렌스크 18km 근처까지 전진했다. 한편, 3 기갑 그룹 또한 공세를 시작하여 20 기갑 사단이 드비아나 강 동부에 교두보를 마련해 비쳅스크를 위협했다. 모든 독일 기갑 그룹이 동부로 전진하면서 소련 16, 19, 20군은 스몰렌스크 주변 포위에 직면했다. 7월 11일부터는 소련군이 공동으로 일련의 반격을 시작했다. 소련 19, 20군은 비쳅스크를 공격했으며, 3군과 21군은 바브루이스크 남쪽을 공격했다.
동시에, 여러 소련군은 독일 북부 집단군과 남부 집단군에 대해서도 반격을 시작했다. 이러한 노력은 분명히 소련이 전쟁 전 구성한 일련의 방어 계획을 구성하는 시도의 일환이었다. 그러나, 비록 소련의 공격이 독일군을 느리게 만들었을지라도 독일이 대규모로 방어함으로써 반격은 무위로 돌아갔다. 그 후 독일의 공세는 다시 재개되었다.
한편, 북부에 있는 호트의 3 기갑 그룹은 구데리안의 그룹과 평행하게 전진하여 비쳅스크와 폴라츠크를 점령했다. 그의 병력들은 7월 14일에 스몰렌스크 동부에 도달했다. 이 때, 구데리안의 군은 마을로 침입하여 시가전을 치른 지 3일이 지난 후였다. 구데리안은 공세의 목표를 모스크바로 계속 향할 것을 기대하여 29 차량화 사단을 드비아나 강 동부의 옐냐로 전진하게 했다. 그러나, 히틀러와 독일 최고 사령부는 스몰렌스크의 소련군을 포로로 만들고 싶었기 때문에 구데리안에게 스몰렌스크를 포위하라고 명령했다. 구데리안은 그가 이 군들을 포위할 수 있을 것이라고 생각하지 않았고, 그의 생각은 두 달 후 옐냐 공세의 교두보 점령이 실패로 돌아가면서 증명되었다.
북부의 3 기갑 그룹은 훨씬 더 느리게 전진하고 있었다. 늪 지형과 비는 여전히 문제였고 독일군은 소련군이 만든 함정을 계속 탈출하기 위해 필사적으로 전투해야 했다. 7월 18일, 독일의 두 기갑 그룹의 집게는 16km까지 좁혀지면서 포위되려 하려고 했다. 그러나, 티모셴코는 급하게 병력을 구축하여 독일군의 전진을 중지시키게 하였다. 이 열린 간격으로 소련군 병력이 탈출할 수 있게 되었다. 소련은 스몰렌스크 주변 지역에서 새로 만든 병력인 29, 30, 28, 24 군을 투입했다. 이러한 신축한 군은 즉시 도착하여 7월 21일 스몰렌스크 근방에서 독일군에게 강한 반격을 시작했다. 이것은 넓은 지역에 흩어져 있던 기갑 그룹들에게 큰 부담이 되었다. 그러나, 소련군의 약한 통신과 보급 문제로 독일군은 포위망을 닫음으로써 성공적으로 공세를 방어했다. 7월 30일 소련군의 마지막 공세가 끝나면서 독일군은 마침내 소련군을 격퇴했다.
마침내 7월 27일 독일군은 스몰렌스크의 위부분과 아랫부분의 포위망을 완전히 닫음으로써 소련 16, 19, 20 군의 대부분을 포로로 잡았다. 그러나, 20 군의 지도 하에 상당한 소련군이 며칠 후 포위망을 탈출하기로 결정하면서 스몰렌스크 전선군의 소련 공세와 함께 대부분이 탈출했다. 이후 포위가 다시 형성되었을 때 약 30만 명의 포로를 잡았다.

## 작전 이후
스몰렌스크 전투는 바르바로사 작전 중에서 소련군이 대패한 전투 중 하나이다. 그러나, 이 추축국의 승리는 전략적 의미가 없는 승리였다. 처음으로 소련군은 전선군에 형성된 대형 병력을 반격함으로써 방어선을 구현하길 노력하였고, 주요 전투의 결과는 즉각적으로 심각하게 다가오지 않았다. 그럼에도 불구하고, 소련군의 저항 증가는 아직도 나타나지 않았으며 모스크바로의 전격전은 쉽지 않을 것이라는 것이 드러났다. 이 전투는 독일 최고 사령부와 정치인들 간에 관계를 악화시켰다. 독일 최고 사령관인 프란츠 할더와 발터 폰 브라우히치와 전선 사령관 폰 보크, 호트, 구데리안과는 독일 군사력의 모스크바 집중에 지지했다. 히틀러는 모스크바의 전략적 중요성 부족을 지적하며 우크라이나, 도네츠크, 코카서스 등 경제적 목표를 점령하여 소련군의 전술적 효과를 약화시키자는 의견에 지지했다. 이 결과 독일군의 공세는 분열되어 키예프 전투와 우만 전투 등 남부에 전투가 집중된다. 비록, 이 전투는 독일군이 승리했지만 소련군이 모스크바로 집중할 인력, 자재를 집중하여 방어를 준비할 시간을 벌어주게 되었다.

## 같이 보기
- 스몰렌스크 전투 (1812년)
- 스몰렌스크 전투 (1943년)

## 참조
1. ↑  독일군은 6월 22일 정오부터 8월까지 중앙 집단군이 전차 ~214대를 잃었다.[3]
2. ↑  포로는 독일군의 데이터를 기준으로 했다.[4][5] 소비에트 연방의 자료에 따르면, 스몰렌스크 전투(7월 10일-9월 10일)까지 총 759,974명의 사상자가 발생했다.[2]
3. ↑  소비에트 연방의 전차 수에는 이의가 있다. 서류상의 수치는 두 군을 합쳐 1,545대의 전차가 있었으나, 이들은 전선에 도착하기 전에 대다수가 고장이 나 아마도 실제 병력은 700대 이하일 것으로 추정된다.[10]

## 서지
- Boog, Horst; Förster, Jürgen; Hoffmann, Joachim; Klink, Ernst; Müller, Rolf-Dieter; Ueberschär, Gerd r. (1983). 《Das Deutsche Reich und der Zweite Weltkrieg: Der Angriff auf die Sowjetunion》. Stuttgart: Militärgeschichtliches Forschungsamt. ISBN 3-421-06098-3.
- Richard J. Evans (2008). 《The Third Reich At War》. London & New York: Penguin. ISBN 978-0-141-01548-4.
- Glantz, David M. (1995). 《When Titans Clashed: How the Red Army Stopped Hitler》. Lawrence, KS: University Press of Kansas. ISBN 0-7006-0899-0.
- Glantz, David M. (2010). 《Barbarossa Derailed: The Battle for Smolensk 10 July – 10 September 1941》. Solihull, England: Helion & Company. ISBN 1-906033-72-2.
- Krivosheev, Grigoriy (2001). 《Россия и СССР в войнах ХХ века (Russia and the USSR in the wars of the 20th century)》. Moscow, Russia: Olma Press. ISBN 5-224-01515-4. (러시아어)
- Stolfi, Russel (1993). 《Hitler's Panzers East: World War II Reinterpreted》. Oklahoma, USA: University of Oklahoma Press. ISBN 0-8061-2581-0.